# Batyle rufiventris
Batyle rufiventris är en skalbaggsart som beskrevs av Knull 1928. Batyle rufiventris ingår i släktet Batyle och familjen långhorningar. Inga underarter finns listade.